# Romanza senza parole
La romanza senza parole è un tipo di composizione musicale per pianoforte.
Nata in Francia nella seconda metà del Settecento, si sviluppò soprattutto nel periodo Romantico.
Questi brevi pezzi pianistici, dal carattere salottiero e sentimentale e senza forma prestabilita, si presentano come melodie accompagnate, simili a romanze (Lieder) per canto e pianoforte.
Tra le più note ricordiamo le Romanze senza parole di Felix Mendelssohn (pubblicate in fascicoli successivi dal 1830 al 1845) con schema ternario corrispondente a quello di canzone:
- Prima parte: a
- Seconda parte b (intermezzo o sviluppo)
- Terza parte: ripresa di a

A volte preceduta da una breve introduzione destinata a ripresentarsi come coda.
Talvolta si ritrova la forma di canzone binaria, rondò, raramente (e in forma ridottissima) quella di sonata.
| Controllo di autorità | Thesaurus BNCF 72830 |